# La Faena Films
La Faena Films es una casa productora fundada en el año 2015, por los comunicadores sociales y cineastas venezolanos Jorge Thielen Armand y Rodrigo Michelangeli. Cuenta con sedes en Toronto y Caracas.
Sus proyectos cinematográficos han consistido en coproducciones internacionales, con alianzas entre países y han sido exhibidos y reconocidos en importantes festivales a nivel mundial. Ya cuenta con seis films: tres largometrajes (La Fortaleza, La Soledad y El Father Como Sí Mismo) y tres cortometrajes (De Memoria y Escombros, Flor de la Mar y Ráfagas de Paz).

## Sobre sus proyectos
La Fortaleza, el segundo largometraje de Thielen Armand, es una coproducción entre Venezuela, Colombia, Francia y Países Bajos. El film se proyectó con crítica favorable en la competencia del 49.º Festival Internacional de cine de Róterdam, una de las citas cinematográficas más importantes del mundo. Es la primera producción venezolana que compite en dicho festival. La Fortaleza también se presentó en los festivales de Busan, Gijón, Cairo, Roma y Biarritz. En este último la crítica e historiadora de cine Nicole Brenez le otorgó el Premio del Jurado. También fue premiada en Roma y Caracas.
La ópera prima de Thielen Armand, La Soledad, se estrenó en el 73.er Festival Internacional de Cine de Venecia y fue proyectada en más de 60 festivales alrededor del mundo. Ganó 14 premios, entre ellos el Premio de la Audiencia en el Miami Film Festival.
Por su parte, el cortometraje de 2020 dirigido por Rodrigo Michelangeli, De Memoria y Escombros, recibió Mención Especial en el Festival de la Crítica Cinematográfica de Caracas y fue lanzado en línea como Vimeo Staff Pick. 
Los directores de La Faena Films apuestan por un cine que cuestione la realidad, a través de miradas de autor, introspectivas, con especial interés en la identidad venezolana contemporánea.
El ADN de sus trabajos se ha basado en sus propias experiencias, como lo han manifestado en entrevistas. Buscan dentro de sí mismos los temas a tratar en sus películas, siendo recurrente su mundo interior, su infancia y la necesidad de exponer algunos puntos críticos de la sociedad venezolana.

## Filmografía
| Año  | Título                  | Director             | Referencias |
| ---- | ----------------------- | -------------------- | ----------- |
| 2016 | La Soledad              | Jorge Thielen Armand | [ 5 ]       |
| 2020 | La Fortaleza            | Jorge Thielen Armand | [ 6 ]       |
| 2020 | El Father Como Sí Mismo | Mo Scarpelli         | [ 7 ]       |

| Año  | Título                 | Director             | Referencias |
| ---- | ---------------------- | -------------------- | ----------- |
| 2014 | Ráfagas de Paz         | Rodrigo Michelangeli | [ 8 ]       |
| 2015 | Flor de la Mar         | Jorge Thielen Armand | [ 9 ]       |
| 2020 | De Memoria y Escombros | Rodrigo Michelangeli | [ 10 ]      |